# Carrer (Roig Soler)
Carrer és una pintura sobre tela feta per Joan Roig Soler durant la segona meitat segle xix o primer quart segle XX i que es troba conservada actualment a la Biblioteca Museu Víctor Balaguer, amb el número de registre 1684 d'ençà que va ingressar el 1956, provinent la col·lecció privada de Lluís Plandiura i Pou.

## Descripció
Composició realitzada a plena llum i amarada de color meridional. Té com a objecte d'interès un carrer. Un tema senzill que captiva i interessa. 	

## Inscripció
Al quadre s'hi pot llegir la inscripció Roig Soler (inferior esquerre) Al darrere: Joan Roig i Soler/1852-1909/30.	